# Chris Thompson (zwemmer)
Christopher Lee ("Chris") Thompson (Roseburg, 30 november 1978) is een voormalig internationaal topzwemmer uit de Verenigde Staten. Hij vertegenwoordigde zijn vaderland op de Olympische Zomerspelen 2000 in Sydney, waar hij de bronzen medaille opeiste op de 1.500 meter vrije slag. Thompson was de tweede Amerikaan ooit die de magische grens van 15 minuten doorbrak op de 1.500 vrij.